# 352

## Починали
- 12 април – Юлий I, римски папа